# Playhouse Disney
O Playhouse Disney era uma marca de blocos de programação e canais internacionais de televisão a cabo e satélite que pertenciam à unidade Disney Channels Worldwide (agora Disney Branded Television ) do Disney-ABC Television Group da The Walt Disney Company . Originou-se nos Estados Unidos como um bloco de programa matinal do Disney Channel . Voltado principalmente para crianças de dois a cinco anos de idade, sua programação apresentava uma mistura de live-action e séries animadas.
O bloco Playhouse Disney no Disney Channel foi rebatizado como bloco Disney Junior no Disney Channel em 14 de fevereiro de 2011. Os canais e blocos restantes usando a marca Playhouse Disney fora dos EUA foram relançados sob a marca Disney Junior nos próximos três anos, concluindo com a reformulação da marca do bloco Playhouse Disney no Disney Channel na Russia em 1º de setembro de 2013.
Atualmente, no lugar do Playhouse Disney, está presente o Disney Junior, desde abril de 2011. O Playhouse Disney foi ao ar pela última vez nos Estados Unidos em 14 de fevereiro de 2011, no Brasil em 1 de abril de 2011.

###### Primeiros anos (1997–2002)
Antes do lançamento do Playhouse Disney, o Disney Channel exibiu uma série de programas voltados para a pré-escola para competir com Nick Jr. (que foram misturados com séries animadas voltadas para crianças mais velhas) durante a manhã desde sua estreia em abril de 1983.
Em 6 de abril de 1997, o Disney Channel passou por um relançamento que significou o início de sua conversão total em um canal a cabo básico sem comerciais, e seu bloco pré-escolar passou a utilizar um pacote gráfico semelhante para suas promoções, como aquele usado para os programas infantis vespertinos do canal. . Depois que o bloco pré-escolar do Disney Channel estreou três novas séries originais em 1998 ( PB&J Otter , Rolie Polie Olie (produzida por Nelvana) e Out of the Box ), o bloco foi lançado oficialmente como Playhouse Disney em 1º de fevereiro de 1999.

Logotipo usado de 1º de fevereiro de 1999 a 29 de setembro de 2002

Uma das séries mais populares da Playhouse Disney foi Bear in the Big Blue House , que estreou em 20 de outubro de 1997; a série foi nomeada pelo TV Guide como um dos "10 melhores novos programas para crianças" daquele ano.
Durante os primeiros três anos de sua exibição, o bloco Playhouse Disney foi ao ar originalmente todos os dias da semana, das 8h30 às 14h30, horário do leste dos EUA , e nos fins de semana, das 6h00 às 10h00, horário do leste dos EUA. Após cada programa, que normalmente durava 23 minutos (a maioria dos quais, exceto filmes, exibidos sem interrupção promocional), o restante do período era preenchido por segmentos curtos e videoclipes (estes últimos originalmente exibidos sob a bandeira "Feet Beat") ou um episódio de uma curta série adquirida.
Em 16 de abril de 2001, a Playhouse Disney recebeu uma nova marca produzida pela empresa de gráficos em movimento Beehive; a atriz Allyce Beasley começou a atuar como locutora promocional do bloco norte-americano nesta época, cargo que ocuparia até 30 de março de 2007, sendo substituída por Margit Furseth. A Playhouse Disney também estreou duas novas séries originais em 2001 ( Stanley e The Book of Pooh ). A Rádio Disney promoveu o bloco renomeando seu bloco "Mickey and Minnie's Tune Time" como "Playhouse Disney" e, em 2002, os intersticiais "Feet Beat" do bloco de TV foram renomeados como " BB 's Music Time" para promover a Rádio Disney. bloquear. Em 25 de junho de 2001, o Disney-ABC Cable Networks Group (agora Disney-ABC Television Group) anunciou planos para lançar o Playhouse Disney Channel, um canal digital complementar a cabo e satélite que teria atendido ao mesmo público-alvo do bloco Disney Channel; os planos para a rede foram posteriormente descartados, embora a Disney-ABC International Television lançasse canais e blocos dedicados da Playhouse Disney nos mercados internacionais (incluindo Canadá, Afro-Eurásia e América Latina) entre 2002 e 2007. The Walt Disney Company adquiriu os direitos de transmissão de The Wiggles como parte da compra do Fox Family Channel em 2001; The Wiggles mudou-se para a Playhouse Disney em junho de 2002 e se tornou um dos programas mais assistidos do bloco durante sua exibição.

### Expansão de marketing (2002–2011)
Assim como o Disney Channel, o Playhouse Disney era um serviço livre de comerciais, mas exibia "anúncios promocionais" curtos (estruturados como segmentos curtos para produtos Disney direcionados à demografia do bloco) ao lado - a partir de 2002 - de patrocínios de subscritores (com empresas como como McDonald's) nos intervalos entre os programas (programas direcionados à pré-escola que foram ao ar entre 3h e 7h, horário central, fora do banner Playhouse Disney, incluíam os curtas promocionais dos produtos de entretenimento da Disney que foram vistos durante Programação vespertina e noturna do Disney Channel). Em 30 de setembro de 2002, a Playhouse Disney mudou seu logotipo para refletir a mudança de marca do Disney Channel. Como parte do esforço do bloco para eliminar gradualmente seu material intersticial mais antigo, ele introduziu naquele mês um mascote chamado Clay (dublado por Debi Derryberry), uma figura antropomórfica de argila que costumava usar os bordões "É verdade!" e "Você está comigo?"
Em 31 de março de 2007, Ooh e Aah, dois macacos fantoches (que serviram como personagens principais de uma das curtas séries apresentadas na programação da Playhouse Disney, Ooh, Aah & You ) tornaram-se os anfitriões oficiais do bloco, substituindo Clay. Todo verão, desde 2007, o horário de término da Playhouse Disney era truncado para quatro horas durante a semana (das 6h às 10h, horário do leste). Episódios da série original do Disney Channel foram ao ar no final da manhã e no início da tarde. No entanto, a programação do fim de semana continuou no ar por sete horas. A essa altura, o bloco Playhouse Disney havia se expandido para ir ao ar das 4h00 às 14h00, horário do leste dos EUA, nos dias de semana, e das 4h00 às 9h00, horário do leste dos EUA, nos fins de semana, cada um com uma programação diferente.

### Lançamento do Disney Junior
Veja Também: Disney Junior
Em 26 de maio de 2010, o Disney-ABC Television Group anunciou o lançamento do Disney Junior, um relançamento do Playhouse Disney que serviria como marca para o bloco Disney Channel e um novo canal digital independente a cabo e satélite nos Estados Unidos, também como a nova marca para os canais a cabo e blocos de programas existentes da marca Playhouse Disney fora dos EUA. O bloco Playhouse Disney encerrou sua temporada de 13 anos e 10 meses em 13 de fevereiro de 2011, com o último programa a ir ao ar sendo um episódio da curta série Handy Manny's School for Tools às 8h55, horário do leste. No Brasil, ele foi encerrado em 1 de abril de 2011.
como seu primeiro programa. Várias séries anteriores da Playhouse Disney foram transportadas para o bloco relançado, incluindo A Casa do Mickey Mouse, Agente Especial Oso, Imagination Movers, Manny, Mãos à Obra e Little Einsteins. Com o relançamento do bloco, os mascotes do bloco Ooh e Aah foram aposentados e vários de seus programas mais antigos foram totalmente descontinuados (no entanto, Ooh e Aah & You foram mais tarde brevemente disponíveis no site do Disney Junior como parte da semana de Favoritos dos Fãs de 18 de julho de 2011 e posteriormente também foi transmitido em reprises no canal a cabo Disney Junior). Além disso, seus episódios estão disponíveis no canal do Disney Junior no YouTube a partir de 6 de janeiro de 2011.
O canal a cabo Disney Junior 24 horas estreou em 23 de março de 2012, com o episódio "Mickey's Big Surprise" do A Casa do Mickey Mouse como seu primeiro programa, apresentando principalmente uma mistura de séries originais e programas remanescentes da biblioteca Playhouse Disney (que em grande parte foi ao ar como parte da programação noturna do canal até meados de 2014, quando, com o tempo, mais programas da Playhouse Disney
foram retirados completamente do ar após a estreia de seus finais de série e pararam de ir ao ar em reprises).

## Programas
Os seguintes programas foram exibidos:
- A Casa de Mickey Mouse (2006-2016)
- O Circo da Jojô (2004-2011)
- Little Einsteins (2005-2009)
- Os Heróis da Cidade (2004-2008)
- Stanley (2001-2005)
- Manny, Mãos À Obra (2007-2011)
- O Mundo Redondo de Olie (1999-2001)
- A casa do Mickey com o Luca Mendes (2010-2010)
- PB&J Otter (1998-2000)
- As Novas Aventuras Do Ursinho Puff (1988)

1. ↑  Bulbeck, PIP (1º de abril de 2011). «"Walt Disney renomeia o canal pré-escolar como Disney Junior na Austrália e na Nova Zelândia" (Em Ingles)». Consultado em 18 de fevereiro de 2024
2. ↑  Kidscreen, Staff (18 de abril de 1983). «"Uma saudação ao Disney Channel: linha do tempo do Disney Channel" (Em Ingles).». KidScreen. Consultado em 18 de fevereiro de 2024
3. ↑  Post, Magazine (1º de Junho de 2002). «Nova Logotipo da PlayHouse Disney E Lançada (Em Ingles)». Post Magazine. Consultado em 18 de fevereiro de 2024 [ligação inativa]
4. ↑  Alison, Romano (25 de junho de 2001). «Walt Disney Co. planeja lançar o Playhouse Disney Channel. (Em Ingles, consultado no WayBackMachine)». HighBeam.com. Consultado em 18 de fevereiro de 2024
5. ↑  Beatty, Sally (21 de Junho de 2001). «Disney planeja lançar nova rede a cabo, visando programação para o público pré-escolar (Em Ingles).». The Wall Street Journal. Consultado em 18 de fevereiro de 2024
6. ↑  Oei, Lily (7 de janeiro de 2004). «Noggin Da Nickelodeon Consegue os patrocinadores (Em Ingles, A PlayHouse Disney e citada nessa fonte).». Variety. Consultado em 18 de fevereiro de 2024
7. ↑  «Programação do PlayHouse Disney (Em Ingles, Consultado no Way Back Machine». Disney.com. Consultado em 18 de fevereiro de 2024. Cópia arquivada em 20 de outubro de 2007
8. ↑  Barnes, Brooks (26 de maio de 2010). «Programas pré-escolares substituem o SOAPnet (Em Ingles, O Disney Junior e mencionado na fonte).». The New York Times. Consultado em 18 de fevereiro de 2024
9. ↑  Rice, Lynette (26 de maio de 2010). «SOAPnet irá desaparecer para abrir caminho para Disney Junior (Em Ingles)». Hollywood Insider. Consultado em 18 de fevereiro de 2024. Cópia arquivada em 27 de maio de 2010
10. ↑  Levine, Stuart (24 de junho de 2010). «Doc McStuffins' será ambientado na Disney (Em Ingles).». Variety. Consultado em 18 de fevereiro de 2024
11. ↑  «"Disney Junior estreia em fevereiro de 2011 no Disney Channel"». TV For Numbers. 5 de novembro de 2010. Consultado em 18 de fevereiro de 2024 [ligação inativa]
12. ↑  Fernández, Sofia M. (4 de novembro de 2010). «Disney Junior muda o foco da programação educacional (Em Ingles)». The Hollywood Reporter. Consultado em 18 de fevereiro de 2024
13. ↑  Rice, Lynette (26 de maio de 2010). «SOAPnet será desativado para dar lugar ao Disney Junior (Em Ingles, O Disney Junior e citado nessa fonte).». HollyWood Insider. Consultado em 18 de fevereiro de 2024. Cópia arquivada em 27 de maio de 2010

## Ligações Externas
Site oficial (em português brasileiro)